# مانع عايض
مانع عايض (مواليد 16 أكتوبر 2000، لاعب كرة قدم إماراتي يجيد اللعب في الوسط يلعب مع نادي يونايتد الإماراتي.

## مسيرة اللاعب
لعب في نادي الوحدة ونادي يونايتد.